# MAC Mle 1950
A MAC 50 (em francês:  MAC modèle 1950, MAC Mle. 1950) é uma pistola semiautomática padrão do exército francês e adotada em 1950. Ela substituiu a série anterior de pistolas francesas, a Modèle 1935A e a Modèle 1935S, e foi produzida entre 1950 e 1978. Tendo sido desenvolvida a partir de 1946 como parte do programa de padronização, de 30 de outubro de 1946, visando um único modelo substituindo os numerosos modelos de armas de porte em estoque nas forças armadas.
Foi fabricada primeiro pela Manufacture d'armes de Châtellerault (MAC) e depois pela Manufacture d'armes de Saint-Étienne (MAS), duas das várias fábricas de armas estatais na França). Posteriormente foi substituída pela pistola PAMAS G1, a versão francesa da Beretta 92, e desde 2020 pela Glock 17 de 5ª geração.

## História
Em Châtellerault, foram produzidas 221.900 pistolas até que a sua produção foi encerrada em 1963. A produção continuaria em St. Etienne, com 120.000 pistolas entregues de novembro de 1963 a abril de 1978. Os números de matrícula da MAC são precedidos por uma única letra (de A a W) e os da MAS por duas letras (exclusivamente FG e FH).

## Projeto
A MAC 1950 é feita em aço usinado e o carregador em chapa de aço soldada. Robusta e confortável na mão, segura de operar e bem acabada, possui algumas melhorias em relação às armas da geração anterior incluindo a mudança de calibre, o modo de trancamento do cano e o formato da empunhadura. A pistola opera pelo curto recuo do cano por ação direta dos gases que permite o movimento da culatra, o retorno para a frente ocorre graças à descompressão da mola recuperadora. A pistola usa o sistema Browning como o FN GP 35 com uma rampa de alimentação de cano integral e tem um gatilho de ação simples. A trava de segurança montada na corrediça tranca o percussor, de modo que o cão possa ser abaixado pressionando o gatilho com a trava de segurança acionada.
A pistola MAC-50 é baseada principalmente na Modèle 1935S, para o qual a MAC foi o principal fabricante, embora compartilhe algumas características com a Modèle 1935A, a base do projeto para a SIG P210; a SIG licenciou o projeto da Modèle 1935A da SACM em 1937.

## Usuários
- Argélia[9]
- República Centro-Africana[10]
  - Forças armadas
  - Gendarmerie
- França
  - Forças Armadas Francesas[11]
  - Polícia Nacional[4]
- Costa do Marfim[12]
- Líbia[13]
- Marrocos[14][15]